# Kruków (województwo dolnośląskie)
Kruków (niem. Raaben) – wieś w Polsce położona w województwie dolnośląskim, w powiecie świdnickim, w gminie Żarów.

## Podział administracyjny
W latach 1975–1998 miejscowość administracyjnie należała do województwa wałbrzyskiego.

## Obiekty zabytkowe
- pałac w Krukowie (niem. Schloss Raaben) przy ul. Spółdzielczej 2, zbudowany w 1907 z inicjatywy Eugena von Kulmitz[4]. W tylnej elewacji dwa półokrągłe ryzality, imitujące baszty[5].
- taras (rotunda) widokowy na Krukowskiej Górze (niem.  Raabenberg, 242 m n.p.m.), zbudowana w 1822 na zlecenie Sophii Flügel-Hasenclever, przebudowana w 1850 przez Wilhelma Oelsnera przez dodanie tarasu widokowego z balustradą. Uszkodzona podczas działań wojennych i rozebrana[6]. Rotunda była celem przedwojennych wycieczek z Wrocławia ze stacji Imbramowice przez Pyszczyńska Górę (273 m n.p.m.)[7].
- młyn przy ul. Młyńskiej 2. wybudowany 1821; świadczy o tym płycina z herbem trzymanym przez dwa lwy i napisem w niem. Erbaut von Mueller Meister Johan Heinrich Trunke im Jahre 1821[8]